# Brusturi, Bihor
Brusturi là một xã thuộc hạt Bihor, România. Dân số thời điểm năm 2002 là 4377 người.